# Rodney McGruder
Rodney Christian McGruder, né le 29 juillet 1991 à Landover au Maryland, est un joueur américain de basket-ball évoluant au poste d'arrière et mesurant 1,91 m.

## Biographie
Il est coupé, le 8 avril 2019, par le Heat de Miami.
Le 9 avril 2019, il signe aux Clippers de Los Angeles mais ne sera pas éligible pour les Playoffs. Le 3 juillet, il resigne pour trois saisons et 15 millions de dollars avec la franchise californienne.
Le 19 novembre 2020, il est transféré aux Pistons de Détroit dans un échange à trois équipes qui envoie Luke Kennard aux Clippers de Los Angeles et Landry Shamet aux Nets de Brooklyn. McGruder est licencié le 6 août 2021 mais re-signe le 11 août avec les Pistons.
Il est échangé par les Pistons aux Nuggets de Denver en janvier 2022 contre Bol Bol. Quatre jours plus tard, en raison d'un problème médical trouvé chez Bol Bol, l'échange entre les Pistons et les Nuggets est annulé.

## Statistiques

### Universitaires
| Saison    | Équipe       | Matchs | Titul. | Min./m | % Tir | % 3pts | % LF | Rbds/m. | Pass/m. | Int/m. | Ctr/m. | Pts/m. |
| --------- | ------------ | ------ | ------ | ------ | ----- | ------ | ---- | ------- | ------- | ------ | ------ | ------ |
| 2009-2010 | Kansas State | 33     | 0      | 12,3   | 49,5  | 41,9   | 72,0 | 2,76    | 0,52    | 0,30   | 0,30   | 3,88   |
| 2010-2011 | Kansas State | 34     | 33     | 30,6   | 43,9  | 40,8   | 71,0 | 5,94    | 1,53    | 0,71   | 0,24   | 11,12  |
| 2011-2012 | Kansas State | 33     | 33     | 32,9   | 46,3  | 38,5   | 80,2 | 5,24    | 1,39    | 1,15   | 0,27   | 15,85  |
| 2012-2013 | Kansas State | 35     | 34     | 33,5   | 44,2  | 33,6   | 75,2 | 5,37    | 2,03    | 1,26   | 0,26   | 15,63  |
| Carrière  | Carrière     | 135    | 101    | 27,4   | 45,2  | 38,1   | 75,9 | 4,84    | 1,38    | 0,86   | 0,27   | 11,67  |

### Professionnelles

#### Saison régulière
| Saison    | Équipe        | Matchs | Titul. | Min./m | % Tir | % 3pts | % LF | Rbds/m. | Pass/m. | Int/m. | Ctr/m. | Pts/m. |
| --------- | ------------- | ------ | ------ | ------ | ----- | ------ | ---- | ------- | ------- | ------ | ------ | ------ |
| 2016-2017 | Miami         | 78     | 65     | 25,2   | 41,3  | 33,2   | 62,0 | 3,28    | 1,59    | 0,59   | 0,23   | 6,37   |
| 2017-2018 | Miami         | 18     | 2      | 16,6   | 49,3  | 42,9   | 50,0 | 1,78    | 0,94    | 0,44   | 0,17   | 5,06   |
| 2018-2019 | Miami         | 66     | 45     | 23,5   | 40,3  | 35,1   | 72,2 | 3,61    | 1,70    | 0,55   | 0,18   | 7,62   |
| 2019-2020 | L.A. Clippers | 56     | 4      | 15,6   | 39,8  | 27,0   | 55,9 | 2,70    | 0,60    | 0,50   | 0,10   | 3,34   |
| 2020-2021 | Détroit       | 16     | 2      | 12,1   | 52,9  | 45,8   | 75,0 | 1,38    | 1,00    | 0,50   | 0,06   | 5,69   |
| 2021-2022 | Détroit       | 51     | 2      | 14,8   | 43,6  | 39,7   | 73,1 | 2,18    | 0,94    | 0,41   | 0,14   | 5,35   |
| 2022-2023 | Détroit       | 32     | 12     | 16,4   | 40,8  | 42,3   | 81,8 | 2,31    | 0,88    | 0,50   | 0,03   | 5,72   |
| Carrière  | Carrière      | 317    | 132    | 19,4   | 42,0  | 36,0   | 67,2 | 2,79    | 1,20    | 0,51   | 0,16   | 5,76   |

#### Playoffs
| Saison   | Équipe        | Matchs | Titul. | Min./m | % Tir | % 3pts | % LF | Rbds/m. | Pass/m. | Int/m. | Ctr/m. | Pts/m. |
| -------- | ------------- | ------ | ------ | ------ | ----- | ------ | ---- | ------- | ------- | ------ | ------ | ------ |
| 2018     | Miami         | 4      | 0      | 4,0    | 25,0  | 00,0   | –    | 1,00    | 0,00    | 0,00   | 0,00   | 0,50   |
| 2020     | L.A. Clippers | 5      | 0      | 3,2    | 60,0  | 66,7   | –    | 0,80    | 0,40    | 0,00   | 0,00   | 1,60   |
| Carrière | Carrière      | 9      | 0      | 3,5    | 44,4  | 40,0   | –    | 0,89    | 0,22    | 0,00   | 0,00   | 1,11   |

## Records sur une rencontre en NBA
Les records personnels de Rodney McGruder en NBA sont les suivants, :
| Type de statistique        | Saison régulière | Saison régulière        | Saison régulière | Playoffs | Playoffs                | Playoffs         |
| Type de statistique        | Record           | Adversaire              | Date             | Record   | Adversaire              | Date             |
| -------------------------- | ---------------- | ----------------------- | ---------------- | -------- | ----------------------- | ---------------- |
| Points                     | 26               | Bucks de Milwaukee      | 8 avril 2022     | 6        | Mavericks de Dallas     | 25 août 2020     |
| Paniers marqués            | 9                | Bucks de Milwaukee      | 8 avril 2022     | 2        | Mavericks de Dallas     | 25 août 2020     |
| Paniers tentés             | 15               | @ Hawks d'Atlanta       | 3 novembre 2018  | 3        | Mavericks de Dallas     | 25 août 2020     |
| Paniers à 3 points réussis | 5                | 2 fois                  | 2 fois           | 2        | Mavericks de Dallas     | 25 août 2020     |
| Paniers à 3 points tentés  | 8                | 5 fois                  | 5 fois           | 3        | Mavericks de Dallas     | 25 août 2020     |
| Lancers francs réussis     | 5                | 2 fois                  | 2 fois           | -        | -                       | -                |
| Lancers francs tentés      | 6                | 5 fois                  | 5 fois           | -        | -                       | -                |
| Rebonds offensifs          | 4                | 7 fois                  | 7 fois           | 1        | Nuggets de Denver       | 3 septembre 2020 |
| Rebonds défensifs          | 11               | Suns de Phoenix         | 17 décembre 2019 | 3        | @ 76ers de Philadelphie | 24 avril 2018    |
| Rebonds totaux             | 11               | 2 fois                  | 2 fois           | 3        | @ 76ers de Philadelphie | 24 avril 2018    |
| Passes décisives           | 6                | 3 fois                  | 3 fois           | 1        | 2 fois                  | 2 fois           |
| Interceptions              | 4                | @ Nets de Brooklyn      | 10 février 2017  | -        | -                       | -                |
| Contres                    | 2                | 2 fois                  | 2 fois           | -        | -                       | -                |
| Balles perdues             | 6                | Celtics de Boston       | 28 novembre 2016 | -        | -                       | -                |
| Minutes jouées             | 51               | Thunder d'Oklahoma City | 14 août 2020     | 7        | Mavericks de Dallas     | 25 août 2020     |

- Double-double : 2
- Triple-double : 0

Dernière mise à jour : 16 août 2022